# Gulden (đơn vị tiền tệ)
Gulden hay forint (tiếng Đức: Gulden, tiếng Hungary: forint, tiếng Croatia: forinta/florin, tiếng Séc: zlatý) là đơn vị tiền tệ dùng trong các vùng đất của gia tộc Habsburg từ năm 1754 và 1892 (hay còn gọi là Đế quốc Áo từ năm 1804 đến 1867 và Đế quốc Áo-Hung từ năm 1867 trở đi), sau đấy bị thay thế bởi krone/korona - kết quả sự ra đời của bản vị vàng. Ở Áo, Gulden lúc đầu được chia làm 60 Kreuzer (tiếng Séc: krejcar), và ở Hungary, forint bị chia làm 60 krajczár (tiếng Croatia: krajcar). Đơn vị tiền tệ bị thập phân hóa vào năm 1857, sử dụng cái tên gulden cho cả đơn vị lẫn tiểu đơn vị.

## Tên gọi
Cái tên Gulden được dùng trên tiền giấy của Áo trước năm 1867 và trên mặt tiền giấy tiếng Đức sau năm 1867. Ở miền nam nước Đức, từ Gulden là từ tiêu chuẩn để chỉ đơn vị tiền tệ chính. Cái tên Florin được dùng cho các đồng xu của Áo và forint được dùng trên mặt tiền giấy tiếng Hungary sau năm 1867 và trên đồng tiền xu của Hungary. Nó đến từ thành phố Florence, Ý nơi những đồng florin đầu tiên được đúc từ năm 1252 đến 1533.

## Lịch sử ra đời
Gulden đã lần đầu nổi lên là loại tiền tệ chung của Đế quốc La Mã Thần thánh sau sự kiện Reichsmünzordnung năm 1954, dưới hình hài Guldengroschen. Trong những thế kỉ sau, gulden đã được định nghĩa là một phần nhỏ của tiền đồng hoặc tiền bạc Reichsthaler.
Tính đến năm 1690, gulden đã được sử dụng ở Nam Đức và Đế quốc Áo theo tiêu chuản của Leipzig, với mệnh giá 1/18 đồng Cologne Mark bằng bạc mịn hoặc 1/2 đồng xu Reichsthaler, hay 12,992 g mỗi đồng gulden. Phía dưới là lịch sử (tính theo gam bạc) các bản vị của đơn vị Gulden Áo-Hung từ năm 1690 cho đến khi bản vị vàng được giới thiệu vào năm 1892.
 Một đơn vị gulden có giá trị cao hơn đơn vị gulden Nam Đức. Diễn biến giá trị của gulden trước năm 1618 đã được ghi lại trong Reichsthaler.

## Đồng xu

### Áo
Lúc đầu đồng xu được phát hành với mệnh giá 1 Heller (1⁄8 Kreuzer) đến 1 Kreuzer, còn các đồng xu bạc có mệnh giá từ 3 Kreuzer lên 1 Conventionsthaler. Chiến tranh giữa người Thổ Nhĩ Kỳ và Napoleonic là nguyên nhân gây nên những vấn đề về mã thông báo tiền với nhiều mệnh giá khác nhau. Những đồng này gồm có đồng 12 Kreuzer - chúng chỉ chứa 6 đồng Kreuzer có mệnh giá bạc và sau đó đồng 7 đã được sản xuất nhiều đến mức quá tải. Năm 1807, đồng tiền được phát hành với các mệnh giá 15 và 30 Kreuzer bằng Wiener Stadt Banco. Những khúc mắc này liên quan đến giá trị tiền giấy của ngân hàng (xem bên dưới). Tiền dúc đã trở lại trong trạng thái trước chiến tranh sau năm 1814.
Khi Gulden bị chia thập phân vào năm 1857, những đồng xu mới dã được phát hành với các mệnh giá 1⁄2 (thực tế viết là 5⁄10), các đồng 1 và 4 Kreuzer, cùng 5 đồng bạc 5, 10 và 20 Kreuzer, 1⁄4, 1 và 2 đồng Florin, 1 và 2 đồng Vereinsthaler, và các dồng vàng của 4 và 8 Florin hoặc 10 vầ 20 francs. Các vấn đề tiền Vereinsthaler đã chấm dứt vào năm 1867.
Vereinsthaler = 1+1⁄2 Florins